# Magiun de prune Topoloveni
Le magiun de prune Topoloveni est une spécialité alimentaire traditionnelle roumaine à base de fruits qui bénéficie depuis 2010 de l'indication géographique protégée (IGP) européenne. C'est une réduction de prunes mûres de diverses variétés de pruniers. Elle est originaire du village de Topoloveni dans le département d'Argeș.

## Histoire
La recette du magiun de prune Topoloveni est attestée depuis 1914. En août 2009, le magiun est devenu le premier produit naturel roumain protégé par un label de l'Union européenne. 
Dès 2003, la Roumanie a déployé des troupes en Afghanistan, en tant que membre de l’OTAN, au côté des Américains. En 2009, le magiun de prune Topoloveni remplace la marmelade des Américains dans toutes les bases de l’OTAN. 
En 2010, la fabrique de Topoloveni a été nommée fournisseur officiel de la Maison Royale Roumaine.

## Étymologie
Le mot « magiun » vient du turc « macun » qui signifie « pâte » en français.

## Protection commerciale
Par le règlement d’exécution no 338/2011 datant du 8 avril 2011, la Commission européenne a enregistré la dénomination géographique magiun de prune Topoloveni comme Indication géographique protégée.

### Aire géographique et production agricole
Le magiun de prune Topoloveni est élaboré exclusivement dans la région délimitée par les communes de Boțarcani, Crințești, Gorănești, Inuri, Goleștii Badii.Țigănești, Topoloveni et Vițichești. Cette région, particulièrement adaptée à la culture des pruniers, appartient au Județ (département) d'Argeș dans la région de Munténie. Les pruneraies s'étendent sur environ 17 000 hectares.

### Cultivars de pruniers
Les prunes transformées en magiun de prune Topoloveni sont issues de divers cultivars locaux de l'espèce Prunus domestica L. subsp. domestica : Boambe de Leordeni, Bistriteana, Brumarii, Centenar, Dimbovita, Grasa ameliorata, Grasa Romanesca, Pescarus, Pitestean, Silvia, Stanley, Tomnatici de Caran Sebes, Tuleu gras, Tuleu timpuriu, Valcean, Vinata Romaneasca.

### Transformation des prunes
Les prunes sont mises à réduire pendant 10 heures, à très petit feu, jusqu’à ce que le magiun obtenu colle à la cuillère.

### Caractéristiques du produit
Le magiun de prune Topoloveni se présente sous la forme d'une pâte épaisse et homogène, de couleur brun foncé, dont le taux de matière sèche s'élève au minimum à 55 %. Cette concentration, qui correspond à 55 ° Brix, permet d'assurer la conservation de cette réduction, à une température de 20 °C au maximum.

## Santé
Le magiun de prune Topoloveni est antioxydant, combat le stress et aide dans les cures d’amaigrissement.